# Гражданские нерегулярные группы обороны

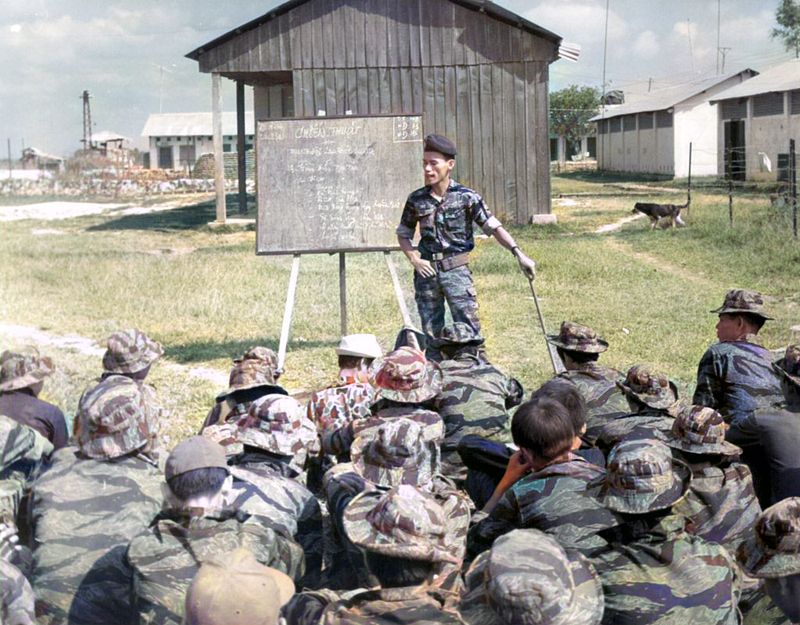
Военнослужащие CIDG на занятиях

Гражданские нерегулярные группы обороны (англ. Civilian Irregular Defense Group, CIDG) — американская программа создания местных отрядов самообороны в Южном Вьетнаме во время Вьетнамской войны.
Программа была начата в 1961 году. Она предусматривала создание в южновьетнамских деревнях местного ополчения, способного самостоятельно противостоять действиям партизан НФОЮВ. Обучением занимались «зелёные береты» из 5-й группы специального назначения США. Помимо обычных отрядов, создавались также ударные группы (Strike Force), проходившие более продолжительную подготовку и лучше вооружённые. Они предназначались для проведения боевых операций совместно с южновьетнамской армией и американским спецназом.
Программа вскоре была расширена. «Зелёные береты» строили укреплённые лагеря вдоль границ Южного Вьетнама с Лаосом и Камбоджей, через которые в страну проникали подразделения северовьетнамской армии. В этих лагерях было организовано обучение представителей племён (известных как «монтаньяры»), проживающих в горных приграничных районах. Параллельно с обучением «зелёные береты» руководили группами монтаньяров в регулярных патрульных и разведывательных выходах с базы. Основной функцией персонала приграничных лагерей был сбор информации о противнике и обнаружение его подразделений, проникавших в страну через «тропу Хо Ши Мина». Часто лагеря спецназа подвергались атакам крупных сил северовьетнамской армии и НФОЮВ. За время войны несколько лагерей было захвачено (лагеря спецназа Ашау, Лангвей, Кхамдук), другие подвергались длительной осаде (Бенхет).
Программа гражданских нерегулярных групп обороны была завершена в 1970 году. В рамках проводившейся политики «вьетнамизации» все группы были переформированы в подразделения пограничных рейнджеров (Border Rangers), продолжавшие выполнять функции наблюдения за границей.